# Oakland Stompers
Los Oakland Stompers fueron un equipo de fútbol de los Estados Unidos que alguna vez jugaron en la North American Soccer League, la desaparecida liga de fútbol más importante del país.

## Historia
Fue fundado en el año 1978 en la ciudad de Oakland, California luego de que se mudaran los Connecticut Bicentennials al finalizar la temporada de 1977 y se apodaron a sí mismos los Stompers.
Al final de la temporada el equipo fue vendido y se trasladaron a Edmonton para crear a los Edmonton Drillers.

## Temporadas
| Año  | Liga | G  | P  | E | Pts | Temporada Regular                        | Playoffs     | Asistencia |
| ---- | ---- | -- | -- | - | --- | ---------------------------------------- | ------------ | ---------- |
| 1978 | NASL | 12 | 18 | — | 103 | 3º División Oeste, Conferencia Americana | No Clasificó | 11,929     |